# Золтан Цибор
Золтан Цибор Шухаји (мађ. Czibor Suhai Zoltán; Капошвар, 23. август 1929 − Комаром, 1. септембар 1997) је био мађарски фудбалер који је играо за неколико мађарских фудбалских клубова, од познатијих за ФК Ференцварош и ФК Хонвед а од иностраних клубова познатији су А. С. Рома и ФК Барселона. Био је члан мађарске националне селекције. Надимци су му били Луди (Bolond) и Крпени (Rongylábú).
Играо је на позицији левог крила, одликовала га је брзина, луцидност и жеђ за головома.

## Каријера

### Од Комарома до Хонведа
Пре почетка своје професионалне фудбалске каријере, као аматер је играо за трећелигашки мађарски тим МАВ, заједно са два своја брата Цибором првим (Czibor I), Цибором другим (Czibor II) а он, Золтан је био познат као Цибор трећи (Czibor III). За живот је зарађивао радећи као машиновођа.
Приликом првомајског фудбалског турнира 1948. у Ђеру на утакмици против БЛАС-а, запао је за око Шандора Мезеша, који је тада био селектор мађарске младе репрезентације и у року од десет дана Золтан Цибор је постао репрезентативац своје земље. Убрзо после тога потписао је за Ференцварош, упао у прву једанаесторицу одиграо свих тридесет утакмица за клуб и освојио са клубом титулу шампиона мађарске.
Свој деби у репрезентацији је имао 8. маја 1949. године, заједно са Шандором Кочишем против репрезентације Аустрије где су победили са 6:1. Прилично импресивно за годину дана од трећелигаша до репрезентативца.
Реформа фудбалског спорта је и званично у Мађарској извршена 1950.. Направљена је прерасподела тимова, играча и начин финансирања клубова је измењен. Хонвед је припао војсци, МТК министарству унутрашњих послова и тако даље. Убрзо су мањи клубови почели да губе играче. Будаји и Кочиш су прешли у Хонвед, што је требало да буде и Циборова судбина. Цибор, да би избегао служење војске, наставио је фиктивно школовање и потписао за ФК Чепел који је био фудбалски клуб радника, тако да у то време Цибора нико није узнемиравао (радници су у то време у социјалистичким земљама имали одређени утицај у функцији друштва и државе). Цибор је провео, у Чепел Вашашу, две године када је опет добио позив у армију. Затражио је помоћ од министарства унутрашњих послова, које му је и пружено. Постао је члан фудбалског клуба МТК, који је тада играо под именом Башћа (Bástya), међутим није одиграо ни једну утакмицу за свој нови клуб, где је провео годину дана. Најзад, утицајем Михаља Фаркаша, 1953. Цибор бива пребачен у Хонвед где наставља своју успешну каријеру.

## Мађарска репрезентација и Хонвед
Своју највећу популарност и славу, Цибор, је остварио током прве половине педесетих година двадесетог века играјучи за будимпештански Хонвед и мађарску репрезентацију, где је као лево крило био незаменљиви и стални члан. У овом периоду је освојио титулу олимпијског победника 1952. у Хелсинкију, првака европских купова 1953, друго место на светском првенству у Берну 1954. и две титуле клупског првака Мађарске. Такође је био први стрелац мађарске фудбалске лиге 1955. Прво место је делио са Ференцом Маћошем. Током своје каријере у мађарском фудбалу Цибор је у 175 мечева постигао 100 голова.
За репрезентацију Мађарске, Цибор је први пут наступио 1949. године (Мађарска - Аустрија 6:1), а задњу утакмицу је одиграо 1956. (Мађарска - Аустрија 2:0).
- За репрезентацију је одиграо 43 утакмице и постигао 17 голова.
- За Хонвед је постигао 58 гола

По избијању револуције у Мађарској 1956. није се ни вратио у Мађарску, већ је остао у Италији, где је потписао за Рому.

## Године и емиграцији
Почетком новембра 1956, Хонвед је отишао на турнеју по Европи и уједно да одигра утакмицу против Атлетика из Билбаоа. Одиграли су неколико утакмица, између осталих против Расинга у Паризу, у Шпанији против Атлетика из Билбаоа, ФК Барселоне и Севиље, такође и у Бриселу где је Цибор морао да брани због повреде голмана. Такође су играли на илегалној Латинскоамеричкој турнији, коју мађарски фудбалски савез није одобрио.
По завршетку турнеје, Ђерђ Шароши, је позвао Цибора да игра за Рому. Цибор опет није имао среће. На снагу је ступио споразум ФИФЕ и Мађарског фудбалског савеза и у Италији је исто ступила на снагу забрана довођења страних играча. Цибор, иако је већ имао потписан уговор, добио стан, морао је да на своју штету врати све што је добио од Роме. Током овог периода Цибор је безуспешно тражио клубове по Италији и све док Ласло Кубала (Kubala László), бивши мађарски фудбалер и репрезентативац, није дошао са понудом да пређе у Шпанију и Барселону. Кубала је платио све Циборове дугове и Цибор је за четири милиона пезета (100.000 долара) потписао за Барселону на период од три године.
Потпис на Барселонин уговор, Цибор, је ставио 1958. и тада је започео другу рунду своје успешне фудбалске каријере. Са Барселоном је 1959. постао шампион Шпаније, Барселона је на ово чекала шест година, 1959. и 1960. је освојен Куп сајамских градова, а 1961. су играли у финалу Европских купа купова.
По писању тадашње штампе, Барселона је имала најјачи средњи ред у Европи. Тада су у екипи играли Ласло Кубала, Шандор Кочиш, Еваристо, Луис Суарез и Золтан Цибор. такође ту је био и Тибор Салај
Стадион у Берну је био на неки начин уклет за Златних једанаест. Барселона је на сличан начин као и 1954. мађарска репрезентација против Немачке, изгубила важан сусрет против Бенфике, чак су исто и водили али на крају су ипак изгубили утакмицу.
Овим се полако приближавала крају Циборова фудбалска каријера. после трогодишњег уговора са Барселоном, потписао је једногодишњи уговор са Еспањолом, затим је кратко играо за ФК Базел, ФК Аустрију из Беча и Примо Хамилтон из Канаде. Сезону 1964. је завршио са Хунгарија Торонто СЦ.
Престанком играчке каријере, скрасио се у Барселони где је отворио кафић Плави Дунав (Kék Duna). За Мађарску се вратио 1990. године, где је постао председник свог матичног клуба Комаром, а 1995. године је добио почасну титулу мађарског олимпијца.
Данас у Комарому постоји спомен кућа у његову част.

## Тимови у којима је играо
- 1942. — 1945 АЦ Комаром  Мађарска
- 1945. — 1948 МАВ Комаром  Мађарска
- 1948. — 1950 ФК Ференцварош (Ferencvárosi TC)  Мађарска
- 1950. — 1950 ЕДОС (ÉDOSZ)  Мађарска
- 1951. — 1952 Вашаш Чепел (Csepeli Vasas)  Мађарска
- 1953. — 1956 ФК Хонвед (Kispest Honvéd)  Мађарска
- 1956. — 1956 А. С. Рома (AS Roma)  Италија
- 1958. — 1961 ФК Барселона (FC Barcelona)  Шпанија
- 1961. — 1962 РДЦ Еспањол (RDC Espanyol)  Шпанија
- 1962. — 1962 ФК Базел (FC Basel)  Швајцарска
- 1962. — 1962 ФК Аустрија Беч (Austria Wien)  Аустрија
- 1963. — 1963 ФК Примо Хамилтон (Primo Hamilton FC)  Канада
- 1964. — 1964 ФК Хунгарија Торонто (Hungária SC Toronto)  Канада

## Признања
Мађарска
- Олимпијски шампион
  - 1952.
- Централноевропски интернационални куп
  - 1953.
- Светски куп
  - Финалиста: 1954.

ФК Ференцварош
- Шампион Мађарске: 1
  - 1948/49

ФК Хонвед
- Шампион Мађарске: 4
  - 1950; 1952; 1954; 1955.

ФК Барселона
- Шампион Шпаније: 2
  - 1958/1959, 1959/1960
- Освајач купа Шпаније: 1[4]
  - 1958/1959,
- Куп сајамских градова: 1
  - 1958/1960